# 上田トシコ
上田 トシコ（うえだ としこ、1917年8月14日 - 2008年3月7日）は、日本の漫画家。東京市生まれ、旧満州ハルピン出身、頌栄高等女学校（現 頌栄女子学院）卒業。本名・上田俊子。
少女漫画の黎明期に活躍した女性漫画家の一人であり、代表作にハルピンを舞台にした『フイチンさん』などがある。少女誌執筆の頃は上田としこ、新聞の執筆の頃は上田とし子、その後に上田トシコ、と3度ペンネームを変えている。

## 経歴
東京市麻布区笄町（現在の東京都港区西麻布から南青山）に生まれる。父・熊生は南満州鉄道（満鉄）の職員だった。生後40日で満州ハルビンで銀行に勤めていた父のもとへ渡り、幼年期を同地のロシア人街で過ごす。父は妾宅から本宅に通うような生活だった。ハルビンでの子供時代は、「フイチンさん」同様に日本語と中国語をちゃんぽんで話していた。1929年、父を残し、小学校卒業と同時に家族で日本へ帰国、この頃『少女の友』に連載されていた松本かつぢ『ボクちゃん』の躍動感のある絵に魅了され漫画家を志すようになる。
1935年、兄の友人のつてで松本を訪問して師事。もっとも実際には土曜日に松本に絵を見せに行きマルかバツかをもらうだけで松本はなにかを教えてくれたわけではなく、それもバツばかりもらっていたという。しかしある日突然上田あてに『小学六年生』からカットの依頼が入り、翌年には『少女画報』に『かむろさん』を掲載、その後『東京日日新聞』（現 毎日新聞）に『ブタとクーニャン』を連載した。『ブタとクーニャン』は『フイチンさん』の前身とも言える6コマ漫画で連載は1年続いたが、女性漫画家など考え難かった当時としては異例のことであった。
連載が1年続いたことから、絵で独り立ちすることを決意して、茅葺き画で知られていた知人の向井潤吉の紹介でフランス式のクロッキー研究所に数年参加、2年ほどしてからスイス人コンラッド・メイリの画塾に1年通った。しかしクロッキー研究時代の同窓で、漫画家仲間の塩田英二郎によって近藤日出造に紹介されると、近藤から「君みたいな世間知らずは漫画家には向かない」と言われてショックを受け、1943年、社会勉強のつもりでハルビンに戻り、父の友人の紹介で，南満州鉄道に就職する。1年目は部長秘書を務め、2年目からは希望していた愛路科にうつり、演芸班や慰問班と一緒に各地の兵隊や開拓団を慰問して回った。
南満州鉄道の務めは2年半でやめ、その後『満州日日新聞』ハルビン支局に4ヶ月勤めるうちに終戦を迎えた。終戦後1週間でソ連軍が進駐してきてハルビン市は混乱し、上田は中国人に助けられながらマンションに篭城。その間ビヤホールの看板を漫画で描いたり、タバコを売ったり、ハンカチに絵を入れて売ったりした。このことが荒廃した人々の心を漫画の絵が明るくすることを実感。1946年10月、強制引揚げ令が出たため帰国するが、駅で列車を待っているときに父が八路軍に連行され、1週間後に文化戦犯として処刑される。
引き揚げ後は炭鉱業界の機関紙記者をしたり、メイリ塾のつてでNHKの民間情報局（CIE）に勤務して展示科でアメリカから送られてきた写真の額縁を塗るなどする。アルバイトで明々社の『少女ロマンス』に挿絵を描き、2年後に同誌が廃刊になるとちょうど集英社の『少女ブック』が創刊され、同誌に『ボクちゃん』の連載を開始（1951年9月 - 1958年12月）。田河水泡のコマ割りや手塚治虫の映画的なストーリー展開を参考にしつつ、日本の子供たちにおおらかに生きることを願って描いた作品で上田の出世作となった。この時期、『少女の友』（実業之日本社）、『ひまわり』（ひまわり社）、『少女』（光文社）、『女学生の友』（小学館）などに多くの作品を発表。
1955年9月、『りぼん』創刊号よりヒット作『ぼんこちゃん』を連載（-1961年12月）。1957年1月、『少女クラブ』（講談社）にて『フイチンさん』の連載を開始（-1962年3月）。ハルビンを舞台におてんばな中国娘フイチンさんが活躍する物語でこれが上田の代表作となった。以降、『平凡』誌（平凡出版）で『お初ちゃん』を11年におよぶ長期連載（1958年2月-1969年4月）、1973年からは『明日の友』（婦人之友社）に『あこバアチャン』の連載を開始し、上田の死の前月まで連載が続いた。作品名に「ちゃん」が含まれる作品が多かったことから、漫画業界では「ちゃんちゃん漫画家」とあだ名されたという。
昭和40年代に、業界で非常に少なかった女流漫画家同士の親睦を図り、健康管理のための情報を共有するために、「1ダースの会」の結成を呼びかけた。会員は1969年時点では上田のほか、牧美也子、水野英子、わたなべまさこ、今村洋子、細川千栄子、水谷たけ子ら。1989年時点では上田のほか、矢崎武子、牧美也子、水野英子、わたなべまさこ、榎その、清浦ちずこ、亀井三恵子、今村洋子、花村えい子、みつはしちかこ、里中満智子。
2008年3月7日、心臓麻痺により東京都の自宅にて死去。90歳没。同年8月26日から11月24日にかけて、杉並アニメーションミュージアムにて追悼展示会が開催された。

## 受賞
- 1960年 - 第5回小学館児童漫画賞（『フイチンさん』）
- 1989年 - 日本漫画家協会賞優秀賞（『あこバアチャン』）
- 1999年 - 著作権法100年記念会より、特別功労者文化賞
- 2003年 - 日本漫画家協会賞文部科学大臣賞

## 影響
上田の画風は師匠である松本かつぢによく似た、スタイリッシュで躍動感のあるものであるが、この上田の画風の影響を指摘されている漫画家に高野文子がいる。いしかわじゅんによれば、高野は夫（フリー編集者の秋山協一郎）に『フイチンさん』を教えられてこの作品が気に入り、『ラッキー嬢ちゃんの新しい仕事』（1987年）から大きく画風が変化、『フイチンさん』のそれとよく似た絵柄となった。
漫画家村上もとかは2013年3月から2017年3月まで『ビッグコミックオリジナル』（小学館）にて、上田の生涯を題材にした伝記漫画『フイチン再見!』を連載した（同作品は2014年に日本漫画家協会賞優秀賞を受賞）。

## 著書
- 黄金の河の王さま (新児童文庫 ; 25) ジョン・ラスキン 原作, 三十書房編集部 編, 上田とし子 絵　三十書房　昭和27
- ぼくちゃん (おもしろ漫画文庫 ; 118) 上田とし子 著 集英社 昭和31
- ハリス夫人パリへ行く (講談社マスコット文庫 ; 20) ポール・ガリコ 作, 亀山竜樹 訳, 上田としこ 絵 講談社 昭和42
- お初ちゃん (虫コミックス) 上田とし子 著 虫プロ商事 昭和43
- フイチンさん (虫コミックス ; 42) 上田としこ 著 虫プロ商事 昭和44
- 幸せとは… (ギフト・ブックシリーズ) 上田としこ 文と絵 サンリオ山梨シルクセンター出版部 1971
- ハリスおばさんパリへ行く (少年少女講談社文庫 ; A-31) ガリコ 作, 亀山竜樹 訳, 上田とし子 絵 講談社 昭和48
- 愛とは… 絵: 上田としこ, 文: うえだ直 サンリオ出版 1974
- 友情とは… 上田とし子 著 サンリオ出版 1974
- ハリスおばさんニューヨークへ行く (少年少女講談社文庫 ; A-51) ガリコ 作, 亀山竜樹 訳, 上田とし子 絵 講談社 昭和50
- フイチンさん ぼっちゃんのお相手の巻 (講談社漫画文庫) 上田とし子 著 講談社 1976
- フイチンさん 黒ゆりの花をさがせの巻 (講談社漫画文庫) 上田としこ 著 講談社 1977.2
- ハリスおばさん国会へ行く (少年少女講談社文庫) ポール=ガリコ 著, 亀山龍樹 訳, 上田とし子 絵 講談社 1978.11
- ぼんこちゃん 1 (集英社漫画文庫) 上田としこ 著 集英社 1979.3
- ぼんこちゃん 2 (集英社漫画文庫) 上田としこ 著 集英社 1979.3
- ペンション村はミルク色 (ラブloveペンション物語) 上条さなえ 作, 上田トシコ 絵 国土社 1987.8
- 高原の恋はクリスタル (ラブloveペンション物語) 上条さなえ 作, 上田トシコ 絵 国土社 1987.11
- あこバアチャン 上田トシコ 著, 創美社 編 集英社 1988.8
- 少女マンガの世界 : 子どもの昭和史 1 (別冊太陽) 平凡社1991.7
- フイチンさん 1巻 (漫画名作館特選シリーズ) 上田としこ 著 アース出版局 1992.4
- お初ちゃん (アレ!コミックス) 上田としこ 著 マガジンハウス 1994.11
- ボクの満州 : 漫画家たちの敗戦体験 中国引揚げ漫画家の会 編 亜紀書房 1995.7
  - 上田トシコ著 赤塚不二夫著 古谷三敏著 ちばてつや著
- フイチンさん 2巻 (漫画名作館特選シリーズ) 上田としこ 著 アース出版局 1995.12
- フイチンさん 3巻 (漫画名作館特選シリーズ) 上田としこ 著 アース出版局 1995.12
- 「倉金章介・上田としこ・今村洋子」展 : おてんば少女の登場 : 解説書 (戦後の少女まんが史 ; パート2) 弥生美術館 2001.7
- ビジュアル日本史ヒロイン1000人 : 神話時代から現代まで女性たちの歴史ドラマ [安西篤子, 小和田哲男, 河合敦] [編著] 世界文化社 2011.3
- ぼくらが出合った戦争 : 漫画家の中国引揚げ行 石子順, ちばてつや, 森田拳次 著 新日本出版社 2012.8
- もう10年もすれば… : 消えゆく戦争の記憶-漫画家たちの証言 中国引揚げ漫画家の会 著 今人舎 2014.6
- COM傑作選 下 (1970～1971) (ちくま文庫 ; ち7-5) 中条省平 編 筑摩書房 2015.4
- 少女漫画交響詩 青島広志 著 新日本出版社 2015.4
- フイチンさん : 復刻愛蔵版 上 (BIG COMICS SPECIAL) 上田としこ 著 小学館 2015.6
- 私の八月十五日 2 今人舎 2015.7
- フイチンさん : 復刻愛蔵版 下 (BIG COMICS SPECIAL) 上田としこ 著 小学館 2015.7
- 満洲怪物伝 : 「王道楽土」に暗躍した人物たちの活躍とその後 歴史REAL編集部 編 洋泉社 2015.9
- 少女マンガはどこからきたの? : 「少女マンガを語る会」全記録 水野英子, 上田トシコ, むれあきこ, わたなべまさこ, 巴里夫, 高橋真琴, 今村洋子, ちばてつや, 牧美也子, 望月あきら, 花村えい子, 北島洋子 [述], ヤマダトモコ, 増田のぞみ, 小西優里, 想田四 編 青土社 2023.5

## 家族
- 父・上田熊生 - 大分出身。父親は実業家。明治39年（1906年）に東京外語学校の露文科を出て、大連の満鉄運輸課に入社[12]。ハルビンの横浜正金銀行勤務を経て自身で事業をおこした[13]。北満製油の取締役[14]。敗戦時は専売品協同組合理事長だったが、ハルビン駅で八路軍（中国共産党軍）に出国を止められ、「文化戦犯」として銃殺された[13]。
- 母・上田聡子 - 日本橋の元老舗商家に生まれ、17歳で結婚し、夫が暮らすハルビンへ移住[13]。愛人のいる夫が許せず28歳から夫と別居、1941年にハルビンを訪れた佐多稲子に夫との本当の関係を告白し、佐多はその話をもとに同年『旅情』を発表、1953年には続編『伴侶』を発表し、その15年後に改めて聡子に話を聞いて、長編『重き流れに』を完成し、1968年から連載ののち1970年に単行本化した[15]。聡子は佐多に漫画家志望のとしこのために横山隆一の紹介を頼んでいる[13]。
- 兄・淳一 - 早稲田大学卒業後大連の新聞社勤務、終戦前に中国で死去、妻子のみ帰国[16]。
- 姉・康子 - 長春の女学校を中退し、帰国後聖心女学院で学び、弟の店を手伝った[17]。
- 弟・裕二 - 神田でレストラン経営[16]。

## 関連文献
- 『彷書月刊』 2004年2月号 「特集・上田トシコの引き出し」 弘隆社
- 夏目房之介 「大陸の風を描いた女性マンガ家」『13人の人生案内 あっぱれな人々』所収、小学館、2001年
- 中国引き揚げ漫画会 編 『ボクの満州―漫画家たちの敗戦体験』 亜紀書房、1995年
- 四方田犬彦「少女の満州」（『日本の漫画への感謝』潮出版社、2013年）pp.17-29
- 『少女マンガはどこからきたの？ 「少女マンガを語る会」全記録』全349頁（本編335頁＋索引など14頁），2023年5月30日第1刷発行，青土社，語る会メンバー12名：水野英子(発起人)/上田トシコ/むれあきこ/わたなべまさこ/巴里夫/高橋真琴/今村洋子/ちばてつや/牧美也子/望月あきら/花村えい子/北島洋子【※発起人水野以外はデビュー順[18]】ISBN 978-4791775538